# Speocera vilhenai
Espèce
Speocera vilhenai est une espèce d'araignées aranéomorphes de la famille des Ochyroceratidae.

## Distribution
Cette espèce est endémique d'Angola.

## Publication originale
- Machado, 1951 : Ochyroceratidae (Araneae) de l'Angola. Publicaçoes culturais da Companhia de Diamantes de Angola, vol. 8, p. 1-88.